# برمجة تصريحية
البرمجة التصريحية في علم الحاسوب هي أحدى أنماط البرمجة وهي تعبّر عن منطق البرنامج دون شرح تدفق السيطرة. الكثير من لغات البرمجة تلجأ لهذا النمط كي تقلل أو تلغي أي أعراض جانبية من خلال وصف ماذا يجب على البرنامج أن ينجزه بدلا من التطرق لكيفة إنجازه. يأتي هذا النمط في البرمجة على النقيض من البرمجة الأمرية والتي تتطلب توفير خوارزمية واضحة. أصبحت البرمجة التصريحية تلقى رواجا أكثر في الفترة الأخيرة حيث أنها أظهرت قدرة على تبسيط كتابة البرامج المتوازية.
تضم لغات البرمجة التصريحية أنواعًا مثل: التعابير النمطية والبرمجة المنطقية والبرمجة الوظيفية.